# Land of the Lustrous
Land of the Lustrous (宝石の国?, Hōseki no kuni, lett. "Il paese delle pietre preziose") è un manga scritto e disegnato da Haruko Ichikawa, serializzato su Afternoon di Kōdansha dal 25 ottobre 2012. Un adattamento anime prodotto da Orange, intitolato Houseki no kuni - Land of the Lustrous, è stato trasmesso in Giappone tra il 7 ottobre e il 23 dicembre 2017.

## Trama
In una terra circondata dal mare vivono alcune Gemme antropomorfe e asessuate in una comunità guidata da un sensei, che insegna loro come vivere e fa in modo che a ognuna di esse sia assegnato un compito possibilmente unico rispetto a quello degli altri. Loro nemesi naturale sono i Seleniti, creature biancastre provenienti dalla Luna che a ogni attacco cercano di ottenere le Gemme per scopi personali. La storia segue le vicende di Phosphophyllite, più comunemente chiamato Phos, una Gemma tinta di verde acqua che, essendo particolarmente fragile, non ha ancora ricevuto un incarico vero e proprio. È lo zimbello delle Gemme a causa della sua fragilità e pigrizia, ma è determinato a migliorare la propria posizione e quella dell'amico Cinnabar con ogni mezzo possibile.

## Personaggi
Phosphophyllite (フォスフォフィライト?, Fosufofiraito)
Doppiato da: Tomoyo Kurosawa
Durezza: 3.5; minerale: fosfofillite
Protagonista della storia, è una delle Gemme più giovani ed è debole di costituzione. In trecento anni non ha ancora trovato un compito adatto a lui.
Cinnabar (シンシャ?, Shinsha)
Doppiato da: Mikako Komatsu
Durezza: 2; minerale: cinabro
A causa del veleno emesso dal suo corpo, Cinnabar è stato isolato dai suoi compagni e si occupa di fare il pattugliamento notturno.
Diamond (ダイヤモンド?, Daiyamondo)
Doppiato da: Ai Kayano
Durezza: 10; minerale: diamante
Una delle Gemme più forti; vorrebbe diventare come Bort, con cui fa coppia. È molto premuroso, soprattutto nei confronti dei compagni fragili come Phos.
Bort (ボルツ?, Borutsu)
Doppiato da: Ayane Sakura
Durezza: 10; minerale: BORT, varietà del diamante
Dopo il Maestro, è la Gemma più forte; fa coppia con Diamond. Nonostante il suo carattere freddo e distaccato, cerca di proteggere tutti i compagni, soprattutto il partner.
Antarcticite (アンタークチサイト?, Antākuchisaito)
Doppiato da: Mariya Ise
Durezza: 3; minerale: antarctite
Gemma che si occupa dei pattugliamenti in solitaria durante l'inverno. Si solidifica solo a basse temperature.
Rutile (ルチル?, Ruchiru)
Doppiato da: Yumi Uchiyama
Durezza: 6; minerale: rutilo
La Gemma medico, si occupa di ricostruire i suoi compagni quando si sfaldano o spezzano.
Maestro Kongo (金剛先生?, Kongō-sensei)
Doppiato da: Jōji Nakata
Durezza: sconosciuta
Un potente monaco, che veglia, supervisiona e insegna alle gemme.

## Media

### Manga
Il manga, scritto e disegnato da Haruko Ichikawa, ha iniziato la serializzazione sulla rivista Afternoon di Kōdansha il 25 ottobre 2012. Il primo volume tankōbon è stato pubblicato il 23 luglio 2013 e al 21 novembre 2024 ne sono stati messi in vendita in tutto tredici. In America del Nord i diritti sono stati acquistati da Kodansha Comics. Alla fine del capitolo 95 è stato dichiarato che la pubblicazione del manga sarebbe stata sospesa fino a data da definirsi, per poi riprendere il 24 giugno 2022.
In Italia la serie è stata pubblicata da Edizioni BD sotto l'etichetta J-Pop dal 27 maggio 2020 al 2 aprile 2025.

#### Volumi
| 1  | 23 luglio 2013 | ISBN 978-4-06-387906-3                                                      | 27 maggio 2020    | ISBN 978-88-349-0161-8 |
| 1  | Capitoli - 01. Phosphophyllite (フォスフォフィライト?, Fosufofiraito) - 02. Cinnabar (シンシャ?, Shinsha) - 03. Diamond (ダイヤモンド?, Daiyamondo) - 04. Cochlea - 05. Metamorphosis (メタモルフォス?, Metamorufosu) - 06. Extract - Extra: Il regno dei divertimenti |                                                                             |                   |                        |
| 1  | Trama In un futuro lontano, la razza umana è scomparsa e sulla superficie terrestre vivono delle gemme dalle fattezze umane. Phosphophyllite, la più debole delle pietre, vorrebbe combattere con i compagni contro i Seleniti, gli abitanti della Luna nemici delle Gemme, ma la sua fragile costituzione non glielo permette. A Phos, infatti, viene assegnata la stesura di un'enciclopedia naturalistica. Un giorno, però, mentre Phos sta cercando di aiutare il suo nuovo amico Cinnabar, i Seleniti lanciano un attacco che fa rimanere la Gemma irreparabilmente coinvolta: essa infatti viene ingerita da una lumaca gigante. Una volta fermato, dal guscio dell'animale esce un piccolo essere, che le Gemme pensano essere Phos. |                                                                             |                   |                        |
| 2  | 23 gennaio 2014 | ISBN 978-4-06-387950-6                                                      | 15 luglio 2020    | ISBN 978-88-349-0340-7 |
| 2  | Capitoli - 07. Ventricosus (ウェントリコスス?, Wentorikosusu) - 08. Oceano (海?, Umi) - 09. Anima, Carne e Ossa (魂・肉・骨?, Tamashī niku kotsu) - 10. Rimpatrio (帰還?, Kikan) - 11. Nuove Gambe - 12. Yellow Diamond (イエロー・ダイヤモンド?, Ierō Daiyamondo) - 13. Geminato (双晶?, Sōshō) - Extra: Il regno dell'eleganza |                                                                             |                   |                        |
| 2  | Trama Phos è stato ricostruito dopo essere stato mangiato dalla lumaca gigante dei Seleniti. Adesso è l'unico che può capire cosa dice il piccolo essere che si trovava all'interno del guscio. La Gemma scopre che egli è il re del suo popolo marino, Ventricosus, rapito dai Seleniti e tenuto in cattività sulla Luna; ciò ha portato la perdita della ragione in tutti quelli catturati della sua specie. Con lo scopo di trovare delle risposte e riportare Ventricosus al suo paese natale, Phos decide di immergersi nell'oceano e seguire l'animale. Presto però si rende conto che il re lo ha tratto in inganno: Ventricosus, infatti, consegna Phos ai Seleniti per avere indietro il fratello, Aculeatus. Tuttavia, una volta ripresa una forma simil-umana, Aculeatus sconfigge i Seleniti e insieme alla sorella riporta Phos sulla terraferma. La Gemma viene ritrovata in pezzi, con le gambe distrutte; al loro posto, le vengono attaccati dei pezzi di agata presi dal guscio di Aculeatus, grazie a cui Phos finalmente riesce ad andare in pattugliamento. La Gemma, però, sembra aver perso parte dei suoi ricordi. |                                                                             |                   |                        |
| 3  | 22 agosto 2014 | ISBN 978-4-06-387992-6                                                      | 23 settembre 2020 | ISBN 978-88-349-0378-0 |
| 3  | Capitoli - 14. Battesimo del fuoco (初陣?, Uijin) - 15. Ibernazione (冬眠?, Tōmin) - 16. Banchi di ghiaccio (流氷?, Ryūhyō) - 17. La spiaggia degli inizi (緒の浜?, Cho no hama) - 18. Antarcticite (アンタークチサイト?, Antākuchisaito) - 19. Nuove braccia (新しい手?, Atarashī te) - 20. La fine dell'inverno (冬の終わり?, Fuyu no owari) - Extra: Il regno dell'inverno |                                                                             |                   |                        |
| 3  | Trama Il pattugliamento con i gemelli Amethyst non va a buon fine: il Selenita affrontato si scopre essere di un nuovo tipo, capace di continuare a lottare anche senza testa. I due gemelli vengono quasi rapiti e Phos si ritrova incapace di agire, ma i tre vengono salvati da Bort e dal Maestro. Una volta rientrati, le Gemme si preparano al periodo invernale, in cui andranno in una sorta di letargo; durante l'inverno, infatti, la luce è talmente debole da non permettere loro grossi spostamenti, e quindi si addormentano per evitare di essere bersagli facili. La Gemma che pattuglia durante quel periodo è Antarcticite, l'unica a sopportare le condizioni atmosferiche grazie alla sua costituzione. Quell'anno, però, Phos decide di rimanere sveglio, attanagliato dai sensi di colpa per non aver protetto Amethyst. I due iniziano dunque a svolgere i loro compiti, tra cui quello di rompere gli iceberg creatisi da antiche forme di vita, che con il loro sfrigolio potrebbero svegliare le altre Gemme. Phos un giorno sente gli iceberg parlare, e attratto da quella voce cade in acqua, perdendo le braccia. Per ritrovarle, Antarcticite lo accompagna alla Spiaggia degli Inizi, ossia il luogo dove nascono le gemme. Una volta giunti lì, mentre Phos rimane intrappolato nell'oro che il suo corpo sta accettando come nuove braccia, i Seleniti attaccano. Il Maestro cerca di raggiungere le Gemme avvertendo il pericolo, ma viene rallentato da una trappola dei Seleniti. Antarcticite si ritrova a combattere da solo contro il nuovo tipo di nemico e viene sconfitto sotto gli occhi impotenti di Phos. La Gemma allora reagisce, controllando l'oro e usandolo come arma. Da quel momento, Phos, con le sue nuove braccia dorate, pattuglia per il resto dell'inverno al fianco del Maestro, cercando di rafforzarsi per riportare indietro l'amico Antarcticite. Al risveglio delle Gemme, i compagni si rendono conto che ha perso un'altra parte della sua memoria. |                                                                             |                   |                        |
| 4  | 22 maggio 2015 (ed. regolare & limitata) | ISBN 978-4-06-388044-1 (ed. regolare) ISBN 978-4-06-362299-7 (ed. limitata) | 18 novembre 2020  | ISBN 978-88-349-1521-9 |
| 4  | Capitoli - 21. Primavera (春?, Haru) - 22. Trasfigurazione (変容?, Henyō) - 23. Decisione (判断?, Handan) - 24. Ritirata (撤退?, Tettai) - 25. Separazione (分岐?, Bunki) - 26. Urla (鳴き声?, Nakigoe) - 27. Segreto (秘密?, Himitsu) - 28. Shiro (しろ?) - Extra: Il regno delle metamorfosi |                                                                             |                   |                        |
| 5  | 20 novembre 2015 | ISBN 978-4-06-388101-1                                                      | 8 gennaio 2021    | ISBN 978-88-349-0459-6 |
| 5  | Capitoli - 29. Padparadscha (パパラチア?, Paparachia) - 30. Macchia solare vuota (虚黒点?, Kyo kokuten) - 31. Riattizzare l'odio (新鮮な?, Shinsenna) - 32. Apprensione (不安?, Fuan) - 33. Distanza (距離?, Kyori) - 34. Capovolgimento (反転?, Hanten) - 35. Noi due (ふたり?, Futari) - 36. Un nuovo compito (新しい仕事?, Atarashī shigoto) - Extra: Il regno dei rompicapi |                                                                             |                   |                        |
| 6  | 23 settembre 2016 (ed. regolare & limitata) | ISBN 978-4-06-388185-1 (ed. regolare) ISBN 978-4-06-362329-1 (ed. limitata) | 10 marzo 2021     | ISBN 978-88-349-0543-2 |
| 6  | Capitoli - 37. Sostituzione (代わりに?, Kawarini) - 38. Ghost Quartz (ゴースト・クォーツ?, Gōsuto Kuōtsu) - 39. Autocontrollo (自戒?, Jikai) - 40. Nome (名前?, Namae) - 41. Veduta (景色?, Keshiki) - 42. Esplosioni (破裂?, Haretsu) - 43. Sulla scacchiera (盤上?, Banjō) - 44. Scorciatoia (近道?, Chikamichi) - Extra: Il regno della buona sorte |                                                                             |                   |                        |
| 7  | 23 maggio 2017 (ed. regolare & speciale) | ISBN 978-4-06-388259-9 (ed. regolare) ISBN 978-4-06-362365-9 (ed. speciale) | 5 maggio 2021     | ISBN 978-88-349-0625-5 |
| 7  | Capitoli - 45. Il lungo inverno (長い冬?, Nagai fuyu) - 46. Lapis Lazuli (ラピス・ラズリ?, Rapisu Razuri) - 47. Centodue anni (百二年?, Hyaku ni-nen) - 48. Vecchio racconto ascoltato nel mare (海で聞いた昔話?, Umide ī tan-banashi hanashi) - 49. Seguendo le tracce (辿る?, Tadoru) - 50. Il dottore (博士?, Hakase) - 51. Leggenda (昔話?, Mukashibanashi) - 52. Viaggio (旅路?, Tabiji) - Extra: Il regno delle battaglie di cuscini |                                                                             |                   |                        |
| 8  | 22 novembre 2017 | ISBN 978-4-06-510363-0                                                      | 7 luglio 2021     | ISBN 978-88-349-0686-6 |
| 8  | Capitoli - 53. Mondo lunare (月世界?, Gessekai) - 54. Una macchina per preghiere (祈りのための機械?, Inori no tame no kikai) - 55. Maledizione (呪い?, Noroi) - 56. Perla sintetica (合成真珠?, Gōsei shinju) - 57. Bivio (岐路?, Kiro) - 58. Speranza (僕らの希望?, Bokura no kibō) - 59. Disordini (動揺?, Dōyō) - 60. Sospetti (懐疑?, Kaigi) - 61. Abbandono (傾く月?, Katamuku tsuki) - Extra: Il regno dei pigiami |                                                                             |                   |                        |
| 9  | 23 ottobre 2018 (ed. regolare & speciale) | ISBN 978-4-06-513101-5 (ed. regolare) ISBN 978-4-06-513102-2 (ed. speciale) | 29 settembre 2021 | ISBN 978-88-349-0755-9 |
| 9  | Capitoli - 62. Vista in lontananza (遠景?, Enkei) - 63. Aspettative (期待?, Kitai) - 64. Un giorno (或る日?, Aruhi) - 65. Oggi (今日?, Kyō) - 66. Libertà (自由?, Jiyū) - 67. Cairngorm (カンゴーム?, Kangōmu) - 68. Cambiamento (変転?, Henten) - 69. Costanza (不変?, Fuhen) - 70. Prima dell'alba (未明?, Mimei) - Extra: Il regno degli strumenti |                                                                             |                   |                        |
| 10 | 23 agosto 2019 (ed. regolare & speciale) | ISBN 978-4-06-516738-0 (ed. regolare) ISBN 978-4-06-516739-7 (ed. speciale) | 17 novembre 2021  | ISBN 978-88-349-0817-4 |
| 10 | Capitoli - 71. Fallimento (失敗?, Shippai) - 72. Il salvatore (救世主?, Kyūseishu) - 73. Scelta (選択?, Sentaku) - 74. La cerimonia (祭典?, Saiten) - 75. Desiderio (願い事?, Negaigoto) - 76. Admirabilis (アドミラビリス?, Adomirabirisu) - 77. Autenticazione (認証?, Ninshō) - 78. Sviluppi (経過?, Keika) - 79. Duecentoventi anni (二百二十年?, Ni hyaku ni jū-nen) - Extra: Il regno dei vestiti |                                                                             |                   |                        |
| 11 | 20 luglio 2020 (ed. regolare & speciale) | ISBN 978-4-06-520224-1 (ed. regolare) ISBN 978-4-06-520223-4 (ed. speciale) | 13 gennaio 2022   | ISBN 978-88-349-0888-4 |
| 11 | Capitoli - 80. Tre stirpi (三族?, San-zoku) - 81. Souvenir (土産?, Miyage) - 82. Ordine (成り行き?, Nariyuki) - 83. Riflesso (返照?, Henshō) - 84. La vigilia (前夜?, Zenya) - 85. Compleanno (誕生日?, Tanjōbi) - 86. Guerra (開戦?, Kaisen) - 87. Quiete (静寂?, Shijima) - 88. Natura・Esperimenti・Futuro (自然・実験・未来?, Shizen jikken mirai) - Extra: Il regno dei più giovani |                                                                             |                   |                        |
| 12 | 22 novembre 2022 (ed. regolare & speciale) | ISBN 978-4-06-529732-2 (ed. regolare) ISBN 978-4-06-529733-9 (ed. speciale) | 30 agosto 2023    | ISBN 978-88-349-2194-4 |
| 12 | Capitoli - 89. Enma (エンマ?, Enma) - 90. Devastazione (破砕?, Hasai) - 91. Jade (ジェード?, Jēdo) - 92. Notte (夜?, Yoru) - 93. La promessa (約束?, Yakusoku) - 94. Kongo (金剛?, Kongō) - 95. La fine delle ostilità (終戦?, Shūsen) - 96. Diecimila anni (一万年?, Ichiman-nen) - 97. Sogno (夢?, Yume) - 98. Preghiera (祈り?, Inori) - Extra: Il regno dei ritrovi |                                                                             |                   |                        |
| 13 | 21 novembre 2024 (ed. regolare & speciale) | ISBN 978-4-06-537477-1 (ed. regolare) ISBN 978-4-06-537478-8 (ed. speciale) | 2 aprile 2025     | ISBN 978-88-349-3220-9 |
| 13 | Capitoli - 99. L'inizio (始まり?, Hajimari) - 100. Armonia (調和?, Chōwa) - 101. Residui (残余?, Zan'yo) - 102. Fratello (兄?, Ani) - 103. Purezza (無垢?, Muku) - 104. Paradiso (楽園?, Rakuen) - 105. Sole (太陽?, Taiyō) - 106. Ponte (橋?, Hashi) - 107. Alla fine (終わりに?, Owari ni) - 108. Land of the lustrous (宝石の国?, Hōseki no kuni) - Extra: |                                                                             |                   |                        |

### Anime
Un video promozionale anime, diretto da Akiyo Ōhashi presso Studio Hibari, è stato trasmesso in streaming nel 2013 da Kōdansha per pubblicizzare l'uscita del primo volume del manga. Un adattamento anime per la televisione di dodici episodi, annunciato il 25 maggio 2017 sull'Afternoon di Kōdansha e prodotto da Orange per la regia di Takahiko Kyōgoku, è andato in onda dall'11 ottobre al 23 dicembre 2017. La sigla di apertura è Kyōmen no nami (鏡面の波? lett. "onde speculari") di Yurika. In Italia gli episodi sono stati trasmessi in streaming in simulcast da Dynit su VVVVID, mentre in altre parti del mondo i diritti sono stati acquistati da Sentai Filmworks.

#### Episodi
| Nº | Titolo italiano Giapponese 「Kanji」 - Rōmaji                | In onda          | In onda |
| Nº | Titolo italiano Giapponese 「Kanji」 - Rōmaji                | Giapponese       |         |
| 1  | Phosphophyllite 「フォスフォフィライト」 - Fosufofiraito     | 7 ottobre 2017   |         |
| 2  | Diamond 「ダイヤモンド」 - Daiyamondo                        | 14 ottobre 2017  |         |
| 3  | Metamorphos 「メタモルフォス」 - Metamorufosu                | 21 ottobre 2017  |         |
| 4  | Anima - Carne - Ossa 「魂・肉・骨」 - Tamashii - Niku - Hone | 28 ottobre 2017  |         |
| 5  | Rimpatrio 「帰還」 - Kikan                                   | 4 novembre 2017  |         |
| 6  | Il battesimo del fuoco 「初陣」 - Uijin                      | 11 novembre 2017 |         |
| 7  | Letargo 「冬眠」 - Tōmin                                     | 18 novembre 2017 |         |
| 8  | Antarcticite 「アンタークチサイト」 - Antākuchisaito         | 25 novembre 2017 |         |
| 9  | Primavera 「春」 - Haru                                      | 2 dicembre 2017  |         |
| 10 | Shiro 「しろ」 - Shiro                                       | 9 dicembre 2017  |         |
| 11 | Segreto 「秘密」 - Himitsu                                   | 16 dicembre 2017 |         |
| 12 | Il nuovo compito 「新しい仕事」 - Atarashii shigoto          | 23 dicembre 2017 |         |

## Accoglienza
La serie è al decimo posto nella classifica dei venti migliori manga per lettori maschi pubblicata nell'edizione del 2014 della guida Kono manga ga sugoi! di Takarajimasha. È inoltre al quarantottesimo posto nella classifica "Book of the Year" redatta nel 2014 dalla rivista Da Vinci di Media Factory, oltre a essere stata nominata nel 2015 all'ottavo Manga Taishō.